# غريس أوليف ويلي
غريس أوليف ويلي (بالإنجليزية: Grace Olive Wiley)‏ هي عالمة حشرات وعالمة حيوانات أمريكية، ولدت في 1884 في تشانوت في الولايات المتحدة، وتوفيت في 20 يوليو 1948 في لونغ بيتش في الولايات المتحدة بسبب لدغة الأفعى.